# Mourjou
Mourjou est une ancienne commune française, située dans le département du Cantal en région Auvergne-Rhône-Alpes. Depuis 1er janvier 2019, elle est intégrée à la commune nouvelle de Puycapel.
Ses habitants sont appelés les Morjovices.

## Géographie
Commune située dans le Massif central sur le Célé et la Méridienne verte. Son altitude varis entre 294m et 663m.

## Histoire
Le 1er janvier 2019, elle fusionne avec Calvinet pour constituer la commune nouvelle de Puycapel. Le chef-lieu est à Calvinet.

## Politique et administration
| Période                                  | Période  | Identité        | Étiquette | Qualité  |
| ---------------------------------------- | -------- | --------------- | --------- | -------- |
| Les données manquantes sont à compléter. |          |                 |           |          |
| janvier 2019                             | En cours | Raymond Delcamp | DVG       | Retraité |

| Période                                  | Période       | Identité        | Étiquette | Qualité  |
| ---------------------------------------- | ------------- | --------------- | --------- | -------- |
| Les données manquantes sont à compléter. |               |                 |           |          |
| mars 2001                                | décembre 2018 | Raymond Delcamp | DVG       | Retraité |

## Population et société

### Démographie
L'évolution du nombre d'habitants est connue à travers les recensements de la population effectués dans la commune depuis 1793. Pour les communes de moins de 10 000 habitants, une enquête de recensement portant sur toute la population est réalisée tous les cinq ans, les populations de référence des années intermédiaires étant quant à elles estimées par interpolation ou extrapolation. Pour la commune, le premier recensement exhaustif entrant dans le cadre du nouveau dispositif a été réalisé en 2004.

En 2016, la commune comptait 325 habitants, en évolution de +2,52 % par rapport à 2010 (Cantal : −1,08 %, France hors Mayotte : +2,11 %).
| 1793  | 1800 | 1806  | 1821  | 1831  | 1836  | 1841  | 1846  | 1851  |
| ----- | ---- | ----- | ----- | ----- | ----- | ----- | ----- | ----- |
| 1 046 | 955  | 1 039 | 1 119 | 1 137 | 1 142 | 1 115 | 1 092 | 1 137 |

| 1856  | 1861  | 1866  | 1872  | 1876  | 1881  | 1886  | 1891 | 1896 |
| ----- | ----- | ----- | ----- | ----- | ----- | ----- | ---- | ---- |
| 1 163 | 1 033 | 1 087 | 1 062 | 1 083 | 1 086 | 1 017 | 948  | 920  |

| 1901 | 1906 | 1911 | 1921 | 1926 | 1931 | 1936 | 1946 | 1954 |
| ---- | ---- | ---- | ---- | ---- | ---- | ---- | ---- | ---- |
| 860  | 874  | 864  | 759  | 763  | 737  | 746  | 658  | 623  |

| 1962 | 1968 | 1975 | 1982 | 1990 | 1999 | 2004 | 2006 | 2009 |
| ---- | ---- | ---- | ---- | ---- | ---- | ---- | ---- | ---- |
| 626  | 609  | 543  | 503  | 420  | 354  | 338  | 325  | 328  |

| 2014 | 2016 | - | - | - | - | - | - | - |
| ---- | ---- | - | - | - | - | - | - | - |
| 330  | 325  | - | - | - | - | - | - | - |

### Manifestations et festivités
La chanson de la châtaigne : "Les pelous toumbou d'in lou chougno lou vent essoufle ol fenestro quoi lo fiero de lo castagne d'in lou bilaste dé mourzou."
Chaque année s'y déroule la Foire de la châtaigne et du châtaignier, organisée par l'association du Pélou le troisième week-end du mois d'octobre.

## Économie
Châtaigne, tourisme (voir tourisme dans le Cantal)

### Interlab
L'entreprise Interlab, filiale d'Interscience, spécialisée dans le matériel de laboratoire pour analyses micro-biologiques, est leader dans son domaine. Elle exporte, à partir de cette petite commune rurale, dans le monde entier. 80 % de son chiffre d'affaires est réalisé hors de France. Elle emploie une trentaine de personnes, ce qui est beaucoup pour une commune de quelques centaines d'habitants. Elle contribue à faire revivre le Cantal dépeuplé par l'exode rural.

### Maison de la Châtaigne[10]
La Maison de la Châtaigne est une association (dite: "association du Pélou") dirigée par les habitants de Mourjou, qui gère un musée en rapport avec la châtaigne. Elle a ouvert ses portes au public en 1999. Aujourd'hui la Maison de la Châtaigne est le cœur de la commune, sans elle Mourjou serait un pauvre village vide.

## Culture locale et patrimoine

### Lieux et monuments
- Château de Jalenques
- Château de Berbezou
- Château de Sadour
- Église Saint-Médard de Mourjou
- Plusieurs souterrains médiévaux

### Personnalités liées à la commune
- Jacques Maziol (1918-1990), député de la Haute-Garonne, ministre de la construction.